# Huansu S3
Der Huansu S3 ist ein Pkw der chinesischen Marke Huansu des Herstellers Beiqi Yinxiang Automobile, der zur Beijing Automotive Group gehört.

## Beschreibung
Huansu bot das Modell ab 2014 an. Es ist ein SUV mit vier Türen. Der Radstand beträgt 2685 mm. Das Fahrzeug ist 4380 mm lang, 1730 mm breit und 1760 mm hoch. Das Leergewicht ist mit 1335 kg angegeben.
Ein Vierzylinder-Ottomotor mit etwa 1,5 Liter Hubraum treibt die Fahrzeuge an. Er leistet 83 kW. Das Getriebe hat fünf Gänge. Die Fahrzeuge haben Frontantrieb.

## Verkaufszahlen
2014 wurden in China 48.506 Fahrzeuge dieses Typs neu zugelassen. In den Folgejahren waren es 164.436, 98.377, 91.410, 54.608 und 16.066. Auch für 2020 und 2021 sind Zulassungen bekannt.